# Bombardement de Chali
Le bombardement de Chali est une attaque survenue le 3 janvier 1995 lorsque des avions de combat russes ont bombardé la ville tchétchène de Chali avec des bombes à fragmentation.

## Bombardement
Au total, dix-huit bombes à fragmentation auraient été larguées dans et autour de Chali ce jour-là en plusieurs fois. Les bombes ont d'abord touché un marché en bordure de route. Ensuite, les bombes ont frappé une station-service et un hôpital, dans lesquels des civils, ainsi que des prisonniers de guerre russes étaient soignés,. L'avion a ensuite mitraillé un cimetière musulman. Une école et une ferme collective ont également été visées.
Au moins 55 personnes ont été tuées (dont cinq travailleurs médicaux) et 186 personnes ont été blessées. Selon une estimation du bureau présidentiel russe des droits de l'homme, le nombre de morts s'élève à plus de 100. Aucune cible militaire n'a été signalée dans la région au moment de l'attaque.